# 江豚属
露脊鼠海豚屬（学名：Neophocaena）又称 江豚属，是鼠海豚科（Phocoenidae）下的一个分支，曾被认为是单型属，仅包含 露脊鼠海豚（N. phocaenoides）一種，2008 年加拿大和台湾两地学者联合发表研究论文，将其划为两种：印太露脊鼠海豚（沿用 露脊鼠海豚 旧名 N. phocaenoides）、窄膂露脊鼠海豚（N. asiaeorientalis，种名原属 露脊鼠海豚 的长江亚种 N. p. asiaeorientalis）。

## 分类
露脊鼠海豚属 的特点是吻部圆钝，背上无鳍而有数行颗粒状的突起物延伸至尾鳍前端，是唯一没有背鳍和尖形吻部的鼠海豚支系。过去认为只有 露脊鼠海豚（N. phocaenoides）一种，包括三个亚种：北印度洋 和 西太平洋（马祖列岛以南）的 印太露脊鼠海豚（N. p. phocaenoides），西太平洋（马祖列岛以北）的 东溟露脊鼠海豚（N. p. sunameri），以及中国长江中下游的 长江露脊鼠海豚（N. p. asiaeorientalis），前两个亚种生活在近岸海域，长江亚种则是唯一的淡水鼠海豚。

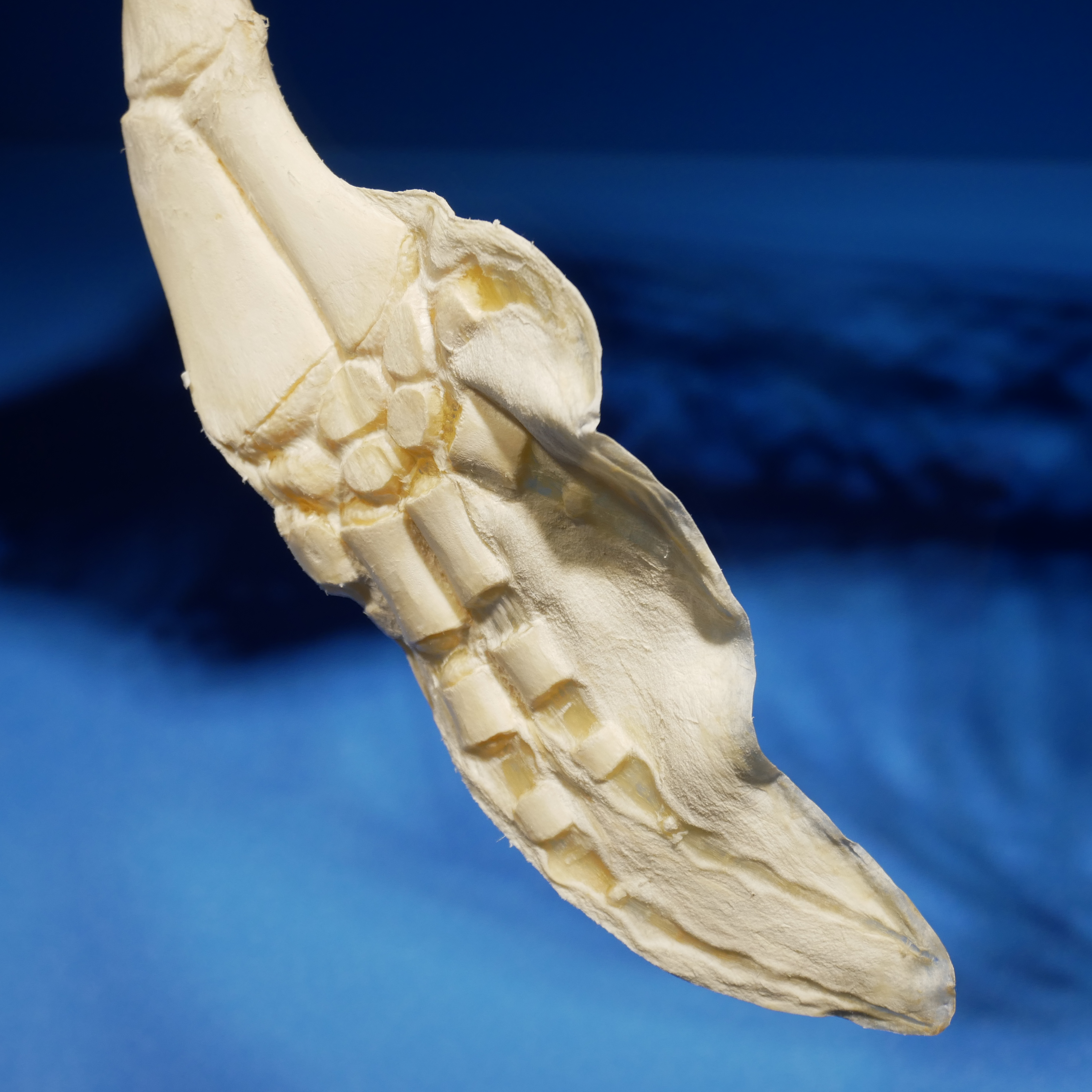
骨骼標本（胸鰭）

2008 年的研究报告指出，尽管 印太露脊鼠海豚 和 东溟露脊鼠海豚 在台湾海峡一带有着相当广阔的同域重叠分布，但卻不能互相交配以繁殖后代。此外，即使有幾百以至數千條屍體已被檢驗，但從來未有找到兩者之間的中間物種，因此有理由相信此兩物種在很久以前，如末次冰盛期已經開始分離出來至今。能從其背的外部特徵中將兩者分辨出來。另外根據顱骨測量的証據也可看到兩者之間的明顯分別。証據令它們傾向於分成兩個獨立的種。
| 属                       | 种（IUCN 评级）                              | 亚种（IUCN 评级）                               | 分布                                                                           |
| ------------------------ | -------------------------------------------- | ----------------------------------------------- | ------------------------------------------------------------------------------ |
| 露脊鼠海豚属 Neophocaena | 印太露脊鼠海豚（VU 易危） N. phocaenoides    | 无                                              | 西亚、南亚、东南亚的 北印度洋 和 西太平洋 沿岸海域；西至波斯湾，东至马祖列岛。 |
| 露脊鼠海豚属 Neophocaena | 窄膂露脊鼠海豚（EN 濒危） N. asiaeorientalis | 东溟露脊鼠海豚 N. a. sunameri                   | 中国、朝鲜半岛和日本的 西太平洋 沿岸海域； 南至马祖列岛，北至渤海、日本海。    |
| 露脊鼠海豚属 Neophocaena | 窄膂露脊鼠海豚（EN 濒危） N. asiaeorientalis | 长江露脊鼠海豚（CR 极危） N. a. asiaeorientalis | 中国长江中下游水系；西至湖北省宜昌市， 东至上海长江口。                        |